# Morgane (Sängerin)
Morgane (* 23. August 1975 in Blegny als Ingrid Simonis) ist eine belgische Sängerin und Teilnehmerin am Eurovision Song Contest 1992. 

## Leben und Wirken
Am 8. März 1992 wurde Morganes Song Nous, on veut des violons (dt.: Wir wollen Violinen) aus zehn Vorschlägen für den Eurovision Song Contest 1992 ausgewählt. Ihre Teilnahme am 9. Mai in Malmö in Schweden endete dann als Viertletzte mit dem 20. Platz.
Mitte der 1990er Jahre zog sich Morgane zurück und wurde Mutter von drei Kindern. Um 2009 versuchte sie es noch einmal mit Musik, diesmal mit Rock-beeinflusstem Sound.